# جادي نورث
جادي نورث (بالإنجليزية: Jade North)‏ (مواليد 7 يناير 1982) هو لاعب كرة قدم. يلعب مع منتخب أستراليا لكرة القدم منذ عام 2002.

## مسيرته الكروية
لعب جادي نورث خلال مسيرته الاحترافية مع 10 أندية في واحد وعشرون موسمًا وسجل خلالها 12 هدفًا ضمن 366 مباراة. حيث فاز في موسم واحد بالكأس وفي أربعة مواسم بالدوري.
خاض جادي نورث مسيرته مع بريزبان سترايكرز ‏ في موسم 1998–99 واستمر معه طيلة ثلاثة مواسم، مشاركًا في 48 مباراة سجل خلالها 3 أهداف. ثم انتقل إلى نادي سيدني أوليمبيك في موسم 2001–02 ولمدة موسمين، حيث شارك في 59 مباراة سجل خلالها 3 أهداف أيضًا. لينتقل بعدها إلى نادي برث غلوري في موسم 2003–04 لمدة موسم واحد، مشاركًا في 22 مباراة ولم يسجل أي هدف. ثم انتقل إلى نادي نيوكاسل يونايتد جتس في موسم 2005–06 ليلعب معه أربعة مواسم، مشاركًا في 74 مباراة سجل خلالها هدفين. هذا وانتقل لاحقًا إلى نادي إنتشون يونايتد ما بين عامي 2009 و2010 لمدة موسم واحد، مشاركًا في 6 مباريات ولم يسجل أي هدف. ثم انتقل بعدها إلى نادي ترومسو إيدريتسلاغ ما بين عامي 2010 و2011 لمدة موسم واحد، مشاركًا في 6 مباريات ولم يسجل أي هدف أيضًا. ليعود وينتقل من جديد، لكن هذه المرة إلى نادي ويلينغتون فينيكس في موسم 2010–11 لمدة موسم واحد، مشاركًا في 18 مباراة ولم يسجل أي هدف أيضًا. لينتقل بعدها إلى نادي طوكيو ما بين عامي 2011 و2012 لمدة موسم واحد، مشاركًا في 4 مباريات ولم يسجل أي هدف أيضًا. ثم لعب في نادي هوكايدو كونسادول سابورو ما بين عامي 2012 و2013 لمدة موسم واحد، مشاركًا في 21 مباراة ولم يسجل أي هدف أيضًا. ليعود ويرتحل عنه إلى نادي بريزبان رور في موسم 2012–13 ليلعب معه ستة مواسم، مشاركًا في 108 مباراة سجل خلالها 4 أهداف.

## وصلات خارجية
- جادي نورث على موقع الاتحاد الدولي (مؤرشف)  (الإنجليزية)
- جادي نورث على موقع رابطة كرة القدم اليابانية للمحترفين (اليابانية)
- جادي نورث على موقع دوري كوريا الجنوبية (الإنجليزية)
- جادي نورث على موقع إي إس بي إن إف سي (الإنجليزية)
- جادي نورث على موقع قاعدة بيانات كرة القدم.إي يو (الإنجليزية)
- جادي نورث على موقع ناشيونال فوتبول تيمز (الإنجليزية)
- جادي نورث على موقع Soccerway.com (الإنجليزية)
- جادي نورث على موقع عالم كرة القدم.نت (الإنجليزية)
- جادي نورث على موقع كووورة
- جادي نورث على موقع أوليمبيديا (الإنجليزية)
- National Football Teams